# Linia U4 metra w Wiedniu
Linia U4 metra w Wiedniu – jedna z linii metra w Wiedniu. Została otwarta w maju 1976 roku na bardzo krótkiej trasie, od stacji Heiligenstadt do Friedensbrücke. Dwa lata później została przedłużona do stacji Schottenring, a 4 miesiące później do Karlsplatz. Następne wydłużenie miało miejsce po kolejnych dwóch latach. U4 dojeżdżała wtedy do Meidling Hauptstraße. W 1981 nastąpiły dwa, ostatnie jak do tamtej pory, otwarcia nowych odcinków. Od sierpnia można było dojechać dwie stacje dalej do Hietzing, a w grudniu do stacji Hütteldorf. W planach jest przedłużenie linii do Auhof. Obecnie jest najstarszą linią ze wszystkich kursujących. Większość trasy znajduje się na powierzchni ziemi. Pod ziemią zjeżdża ona tylko w centrum miasta.
Stacje:
| Nr | Stacja               | Dzielnica                    | Rozpoczęcie funkcjonowania |
| -- | -------------------- | ---------------------------- | -------------------------- |
| 1  | Hütteldorf           | Penzing (14)                 | Grudzień 1981              |
| 2  | Ober St. Veit        | Hietzing (13)                | Grudzień 1981              |
| 3  | Unter St. Veit       | Hietzing (13)                | Grudzień 1981              |
| 4  | Braunschweiggasse    | Hietzing (13)                | Grudzień 1981              |
| 5  | Hietzing             | Hietzing (13)                | Sierpień 1981              |
| 6  | Schönbrunn           | Hietzing (13)                | Sierpień 1981              |
| 7  | Meidling Hauptstraße | Meidling (12)                | 1980                       |
| 8  | Längenfeldgasse      | Meidling (12)                | 1989                       |
| 9  | Margaretengürtel     | Margareten (5)               | 1980                       |
| 10 | Pilgramgasse         | Margareten (5)               | 1980                       |
| 11 | Kettenbrückengasse   | Margareten\|(5)              | 1980                       |
| 12 | Karlsplatz           | Innere Stadt (1), Wieden (4) | Sierpień 1978              |
| 13 | Stadtpark            | Landstraße (3)               | Sierpień 1978              |
| 14 | Landstraße           | Landstraße (3)               | Sierpień 1978              |
| 15 | Schwedenplatz        | Innere Stadt (1)             | Sierpień 1978              |
| 16 | Schottenring         | Innere Stadt (1)             | Kwiecień 1978              |
| 17 | Roßauer Lände        | Alsergrund (9)               | Kwiecień 1978              |
| 18 | Friedensbrücke       | Alsergrund (9)               | 1976                       |
| 19 | Spittelau            | Alsergrund (9)               | 1995                       |
| 20 | Heiligenstadt        | Döbling (19)                 | 1976                       |